# خط منسوب (خط عربي)

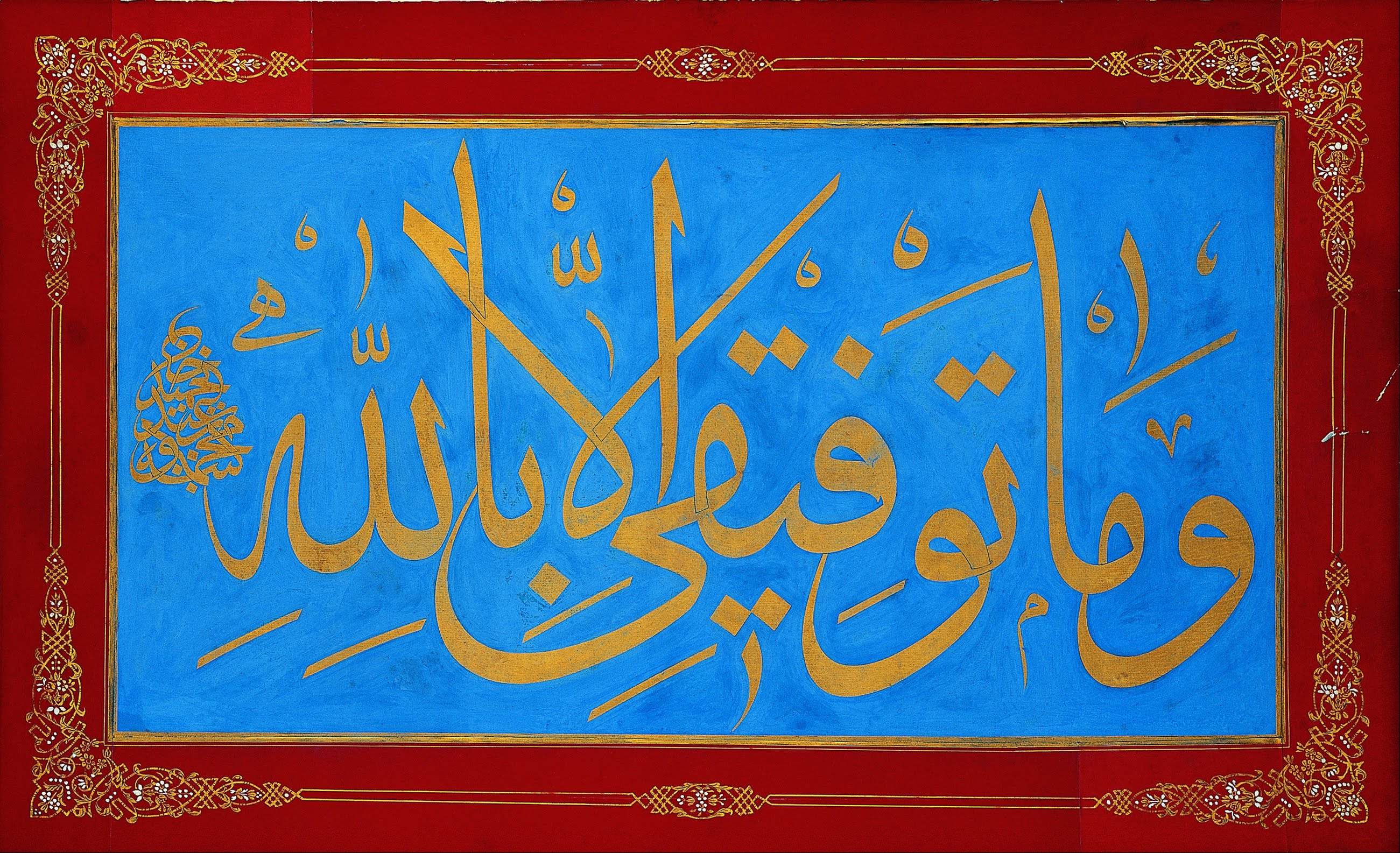
رسم بخط الثلث بيد السلطان محمود الثاني، يُعد خط الثلث أول الخطوط العربية المنسوبة.

الخط المنسوب مصطلح يُراد به الخط الذي يؤخذ فيه بمبدأ التناسب بين أجزاء الحرف الواحد من ناحية الدقة والغلظ والطول والقصر، والحروف المجتمعة من ناحية التركيب والتأليف، بحيث يُعطي للحروف تميّزا خاصّا يُبعدها عن التكوين الهندسي النمطي، ويعود مصطلح الخطّ المنسوب إلى مفهوم النسبة الفاضلة التي قال بها العرب حين عرفوا خلال القرن الثالث الهجري الهندسة والرياضيات، ويُعتبر خطّ الثلث هو المثال الأوّل الذي عُرف للخط المنسوب والذي اخترعه الخطاط ابن مقلة. ومن مميزات هذا الخط أنه لا توجد له قواعد على عكس الخط الموزون. له نسبٌ قياسيّة خاصّة، وعدد أقلامه 24. تشكل منه 6 أنواع من الخطوط هي: الثلث، والرّيحان، والتّوقيع، والمحقَّق، والبديع، والرّقاع على يد الوزير أبو علي محمّد بن مُقْلة، ثم أخوه أبو عبد الله الحسن.

## النشأة والتطور
ظهر مصطلح الخط المنسوب في القرن الرابع الهجري (العاشر الميلادي)، وتبلور على يد الخطاط الشهير ابن مقلة (272 هـ – 328 هـ)، الذي يُنسب إليه وضع القواعد الأولى لهذا الأسلوب، حيث ابتكر ما يُعرف بالخطوط الستة، وهي: الثلث، و الإجازة، والرقاع، والتوقيع، والمحقق، والريحان. وقد جاء من بعده الخطاط ابن البواب (توفي 413 هـ)، فأكمل تطوير هذه الخطوط وأتقنها، ثم تبعه ياقوت المستعصمي (توفي 698 هـ)، فزادها جمالًا وبهاءً، مما جعل هذه المدرسة من الخط تُعرف باسم "الخط المنسوب".

## أسس الخط المنسوب
يقوم الخط المنسوب على نظام رياضي وهندسي دقيق، حيث تُستخدم نقطة القلم (وهي الأثر الذي تتركه سنّ القلم عند النقطة الواحدة) كوحدة قياس. وتُقاس بها:
- أطوال الحروف
- ارتفاع الألفات واللامات
- ميل الحروف واتجاهاتها
- المسافات بين الحروف والكلمات

وقد وضع ابن مقلة قاعدة النسبة الشهيرة التي تُعرف بـ "نسبة الحروف إلى النقطة"، مما جعل الخط فناً يقوم على العقل والميزان إلى جانب الذوق والجمال.

## أهمية الخط المنسوب

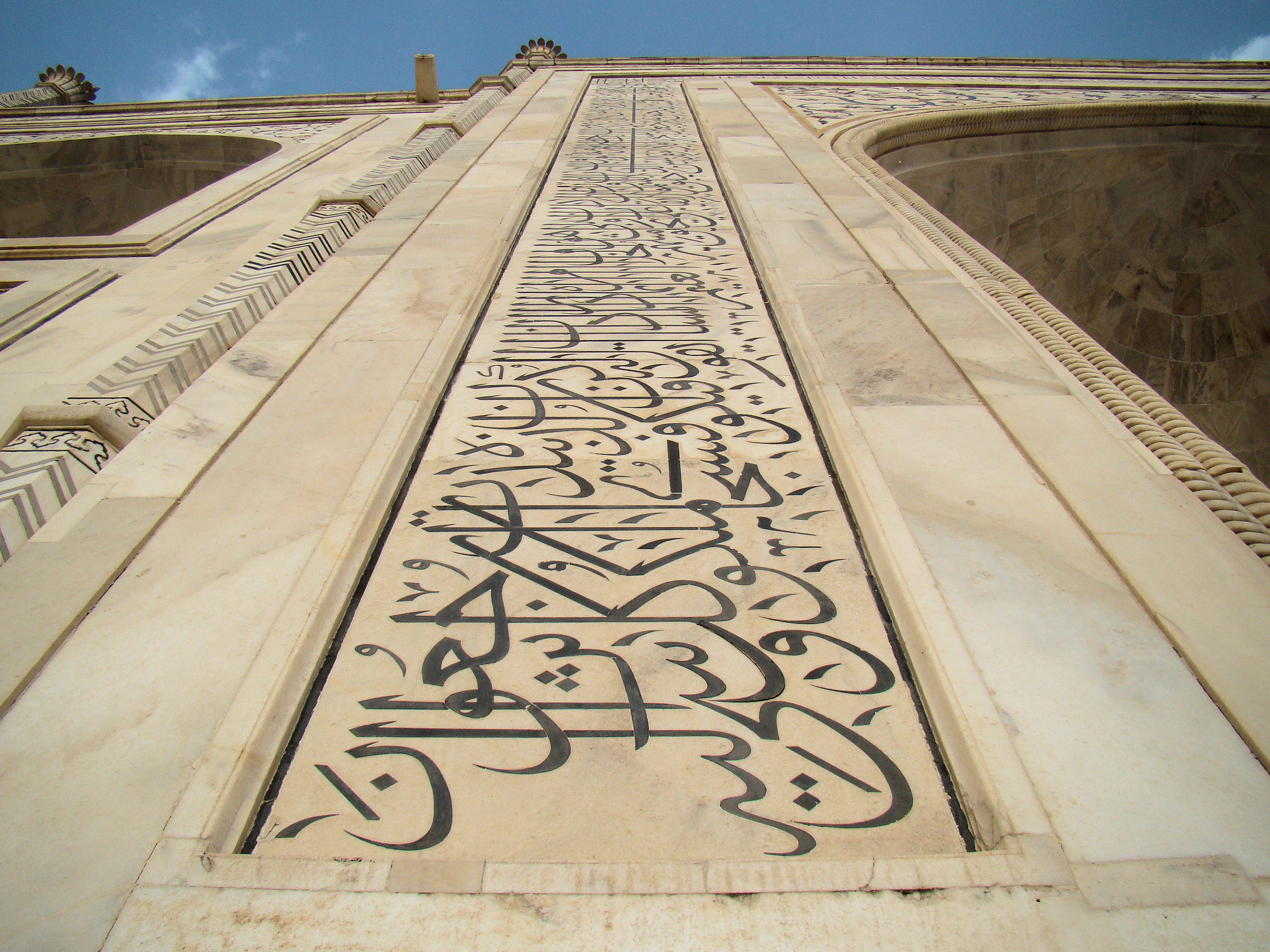
نَمُوذَج لِخَطِّ الثَلُث مَكْتُوب عَلَى أَحَد أَقْواسِ تاج محل.

يُعد الخط المنسوب من أهم أساليب الخط العربي، إذ يشكّل الأساس الفني والعلمي الذي بُنيت عليه معظم أنواع الخطوط الإسلامية. وتكمن أهميته في عدة جوانب: الخط المنسوب يعتمد على نظام دقيق من التناسب والقياس، يستند إلى وحدة النقطة لتحديد أبعاد الحروف، مما يضفي على الكتابة توازناً بصرياً وانسجاماً شكلياً استثنائياً. استُخدم الخط المنسوب في نسخ المصاحف الشريفة، وكتابة الوثائق الرسمية، وتزيين المساجد، وإنتاج المخطوطات العلمية والأدبية، مما جعله وسيلةً لحفظ العلوم ونشر الثقافة الإسلامية في أبهى صورها. بفضل القواعد التي وضعها ابن مقلة ومن تبعه، أمكن للخطاطين ابتكار أساليب متنوعة داخل الإطار المنسوب، مثل خط الثلث وخط الثلثين، مما جعل الخط المنسوب ركيزةً لتطور الكتابة العربية على مدى قرون.

## الفرق بين الخط الموزون والخط المنسوب
الخط الموزون يعتمد بشكل أساسي على الأدوات الهندسية لضبط أبعاده ونسبه، مما يجعله ذو طابع هندسي صارم. في المقابل، الخط المنسوب، الذي يُعتبر خط الثلث نموذجه الأول، يتميز بتكوين الحروف بعيدًا عن التكوين الهندسي النمطي، مما يمنحه مرونة وجمالية خاصة.